# Rohr (Mittelfranken)
Rohr ([ʁoːɐ̯] ⓘ, fränkisch: Roa) ist eine Gemeinde im mittelfränkischen Landkreis Roth.

## Geographie

### Lage
Die Schwabach durchzieht das Gemeindegebiet in West-Ost-Richtung auf dessen gesamter Länge. Sie gehört zum Wassereinzugsgebiet der Rednitz und nimmt in der Gemeinde mehrere kleine Nebenbäche auf. Im Norden fließt der Zwieselbach am Zwieselhof vorbei durch Hengdorf und Nemsdorf und mit seinem Nebengewässer, dem Regelsbach, durch den Gemeindeteil Regelsbach. Die Flusstäler und die am Südwestrand des Gemeindegebietes südlich von Gaulnhofen auf dem Hohbuck bis auf 451 m ü. NHN aufsteigenden Hügel prägen die Gemeindelandschaft, deren tiefster Punkt am Ausfluss der Schwabach auf 331 m ü. NHN liegt.

### Geologie und Naturraum
Im Gebiet der Gemeinde steht überwiegend der Sandsteinkeuper an, in den Mulden der großen Gewässer der Gipskeuper (Grabfeld-Formation).
Es liegt auf den Bibert-Schwabach-Rezat-Platten im Unter-Naturraum Südliche Mittelfränkische Platten des Mittelfränkischen Beckens, die sich deutlich über dessen Unternaturraum Nürnberger Becken mit Sandplatten erheben, in dem Nürnberg und Fürth liegen.

### Nachbargemeinden
Die Gemeinde grenzt im Norden an Roßtal im Landkreis Fürth, im Nordosten an Stein (ebenfalls im Landkreis Fürth) und Nürnberg, im Osten an Schwabach, im Süden an Kammerstein und im Westen an Heilsbronn und Windsbach im Landkreis Ansbach.

### Gemeindegliederung
Es gibt 16 Gemeindeteile (in Klammern ist der Siedlungstyp angegeben):
- Christenmühle (Einöde)
- Dechendorf (Dorf)
- Gaulnhofen (Weiler)
- Göckenhof (Weiler)
- Gustenfelden (Pfarrdorf)
- Hengdorf (Dorf)
- Kottensdorf (Kirchdorf)
- Leitelshof (Dorf)
- Leuzdorf (Dorf)
- Nemsdorf (Dorf)
- Prünst (Dorf)
- Regelsbach (Pfarrdorf)
- Rohr (Pfarrdorf)
- Weiler (Dorf)
- Wildenbergen (Weiler)
- Zwieselhof (Einöde)

Die Einöde Untere Mühle zählt zum Gemeindeteil Rohr, der Weiler Unterprünst zum Gemeindeteil Prünst.
Es gibt auf dem Gemeindegebiet die Gemarkungen Gustenfelden, Prünst (Gemarkungsteil 1), Regelsbach und Rohr.  Die Gemarkung Rohr hat eine Fläche von 11,388 km². Sie ist in 1697 Flurstücke aufgeteilt, die eine durchschnittliche Fläche von 6710,71 m² haben. In ihr liegen neben dem namensgebenden Ort die Gemeindeteile Christenmühle und Weiler.

## Geschichte

### Bis zur Gemeindegründung
Auf dem Gebiet der Gemeinde reichen Siedlungsspuren bis in die Mittlere Steinzeit zurück. Die damaligen Menschen waren allerdings Jäger und Sammler ohne festen Wohnsitz.
Bis ins 15. Jahrhundert sind aus der Gegend um Rohr nur vereinzelte Dokumente überliefert, so dass geschichtliche Ereignisse aus dieser Zeit nicht bekannt sind. Aus Urkunden und Testamenten sind aber zum Teil genaue Informationen über die Entstehungsgeschichte der Gemeindeteile ersichtlich.
Die erste nachweisliche geschichtliche Erfassung des Gebietes um Rohr befindet sich als „Mark des heiligen St. Emmeram“ um das Jahr 800 in einer Niederschrift des Abtes Richolt des Klosters Sankt Emmeram in Regensburg. Rohr war im Mittelalter der Hauptort der Emmeramer Klostermark. Die erste genauer datierbare Erwähnung stammt aus den Jahren 1166 und 1168. Bischof Otto aus Eichstätt weihte damals eine neue Kirche in Rohr („in Rore“). Der Ortsname Rohr leitet sich von Rohr ab, zurückzuführen auf den Schilfrohrbewuchs am Ufer der Schwabach. Wahrscheinlich gab es bereits eine Siedlung auf der nördlichen Bachseite, bevor Rohr gegründet wurde. Der alte Name der Siedlung „Am Sande“ ist nicht bekannt. Adelige Grundherren (de Rore) sind zwischen 1265 und 1412 nachgewiesen.
Erst während der Markgrafenkriege (1449 und 1552) sind wieder genauere Zeugnisse über das Gemeindegebiet um Rohr vorhanden. Viele ländliche Anwesen wurden Opfer von Plünderungen und Zerstörungen. 1632 flüchteten fast alle Gemeindebürger wegen der Plünderungen im Zusammenhang mit der Schlacht bei der Alten Veste nach Nürnberg. Dort raffte die Pest einen großen Teil der Flüchtlinge dahin. Bereits sieben Jahre später ereignete sich bei einem Brand in der Ortschaft Rohr die größte Katastrophe in der Geschichte der Gemeinde. Am 14. März 1639 brannte ein Großteil von Rohr nieder, als eine Bewohnerin das Unkraut in ihrem Garten verbrennen wollte. Aus Berichten geht hervor, dass mindestens achtzig Häuser, die Kirche, Wirtsstuben, das Pfarrhaus und die Schule (Mesnerhaus) dem Feuer zum Opfer fielen. Wegen des Dreißigjährigen Krieges wurde das Dorf mindestens zehn Jahre nicht wieder aufgebaut und drohte zu verfallen. Erst nach dem Zuzug von österreichischen und oberpfälzischen Glaubensflüchtlingen konnten die Dörfer und die Kirche wieder aufgebaut werden.
Im 18. Jahrhundert war die Gemeindepolitik überwiegend von den Streitigkeiten der zahlreichen Grundherren geprägt, die sich die Fluren der Gemeinde teilten. Gegen Ende des Heiligen Römischen Reiches (Ende des 18. Jahrhunderts) gab es in Rohr 52 Anwesen. Das Hochgericht südlich der Schwabach übte das brandenburg-ansbachische Oberamt Schwabach aus und nördlich der Schwabach das Richteramt Roßtal. Die Dorf- und Gemeindeherrschaft hatte das Kastenamt Schwabach. Grundherren waren
- das Fürstentum Ansbach (32 Anwesen; Kastenamt Schwabach: 2 Ganzhöfe, 1 Halbhof mit Zapfenwirtschaft, 2 Köblergüter, 1 Gut mit Wirtschaft, 4 Gütlein, 1 Leerhaus; Kirche Rohr: 1 Halbhof, 1 Köblergut, 1 Gut mit Schmiede, 2 Gütlein; Spital Schwabach: 1 Ganzhof, 4 Köblergüter, 1 Gut mit Tafernwirtschaft, 1 Gut mit Gastwirtschaft, 3 Leerhäuser; Klosterverwalteramt Heilsbronn: 1 Ganzhof, 2 Halbhöfe, 2 Köblergüter, 1 Gütlein),
- das Hochstift Eichstätt (Kastenamt Abenberg: 1 Gütlein; Kastenamt Spalt: 1 Halbhof; Kollegiatstifte St. Emmeram und St. Nikolaus zu Spalt: 1 Gütlein),
- die Deutschordenskommende Nürnberg (2 Ganzhöfe, 1 Gütlein),
- die Reichsstadt Nürnberg (St. Klara-Klosteramt: 1 Gütlein, 1 Gütlein mit Zapfenwirtschaft; Landesalmosenamt: 1 Ganzhof, 1 Zweidrittelhof, 1 Köblergut, 2 Gütlein),
- Nürnberger Eigenherren (von Grundherr: 1 Mahlmühle; von Nützel: 1 Köblergut, 1 Gut mit Schmiede; von Scheurl: 1 Ganzhof, 1 Halbhof, 1 Gütlein; von Stromer: 1 Gütlein).

Neben den Anwesen gab es noch die Pfarrkirche, den Pfarrhof und kommunale Gebäude (Hirtenhaus, Schule).
Rohr wurde wie das Fürstentum Ansbach ab 1792 von Preußen verwaltet. Nach mehreren Jahrhunderten unter markgräflicher Herrschaft fiel die Gemeinde Rohr 1797 an die Kreisdirektion Schwabach, als die preußischen Verwalter eine neue Ämterordnung einführten. Damit wurde auch die Teilung des Gemeindegebietes beendet. Seit der Auflösung des Ämterwesens im Jahr 1806 gehörte Rohr zum Königreich Bayern.
Im Rahmen des Gemeindeedikts wurde 1808 der Steuerdistrikt Rohr gebildet. Zu der I. Sektion gehörten Christenmühle, Rohr und Weiler, zu der II. Sektion Dechendorf, Gaulnhofen, Leuzdorf und Prünst. 1818 entstand die Ruralgemeinde Rohr, die deckungsgleich mit dem Steuerdistrikt Sektion I. war. Sie war in Verwaltung und Gerichtsbarkeit dem Landgericht Schwabach zugeordnet und in der Finanzverwaltung dem Rentamt Schwabach (1919 in Finanzamt Schwabach umbenannt). Ab 1862 gehörte Rohr zum Bezirksamt Schwabach (1939 in Landkreis Schwabach umbenannt). Die Gerichtsbarkeit blieb beim Landgericht Schwabach (1879 in Amtsgericht Schwabach umbenannt). Die Gemeinde hatte 1964 eine Gebietsfläche von 11,396 km².

### Eingemeindungen
Am 1. Mai 1978 wurden die Gemeinden Gustenfelden, Prünst und Regelsbach im Zuge der Gebietsreform in Bayern nach Rohr eingemeindet.
Von 1978 bis 1997 war die Gemeinde Mitglied der Verwaltungsgemeinschaft Schwabachtal.

### Einwohnerentwicklung
Gemeinde Rohr
| Jahr      | 1818   | 1840   | 1852   | 1861   | 1867   | 1871   | 1875   | 1880   | 1885   | 1890   | 1895   | 1900   | 1905   | 1910   | 1919   | 1925   | 1933   | 1939   | 1946   | 1950   | 1961   | 1970   | 1987   | 2007   | 2011   | 2016   |
| Einwohner | 467    | 501    | 635    | 662    | 622    | 627    | 622    | 616    | 630    | 594    | 599    | 591    | 582    | 577    | 586    | 621    | 646    | 633    | 888    | 904    | 727    | 796    | 2809   | 3423   | 3542   | 3653   |
| Häuser    | 71     | 86     |        |        |        | 99     |        |        | 101    | 105    |        | 106    |        |        |        | 107    |        |        |        | 124    | 129    |        | 739    |        |        | 1147   |
| Quelle    | [ 18 ] | [ 19 ] | [ 20 ] | [ 21 ] | [ 22 ] | [ 23 ] | [ 24 ] | [ 25 ] | [ 26 ] | [ 27 ] | [ 20 ] | [ 28 ] | [ 20 ] | [ 29 ] | [ 20 ] | [ 30 ] | [ 20 ] | [ 20 ] | [ 20 ] | [ 31 ] | [ 15 ] | [ 32 ] | [ 33 ] | [ 34 ] | [ 34 ] | [ 34 ] |

Ort Rohr mit Untere Mühle
| Jahr      | 001818 | 001840 | 001861 | 001871 | 001885 | 001900 | 001925 | 001950 | 001961 | 001970 | 001987 |
| Einwohner | 407    | 431    | *586   | 552    | 541    | 527    | 547    | 789    | 660    | 733    | 901    |
| Häuser    | 60     | 76     |        |        | 88     | 94     | 95     | 112    | 117    |        | 239    |
| Quelle    | [ 18 ] | [ 19 ] | [ 21 ] | [ 23 ] | [ 26 ] | [ 28 ] | [ 30 ] | [ 31 ] | [ 15 ] | [ 32 ] | [ 33 ] |

## Politik

### Gemeinderat
Der Gemeinderat von Rohr setzt sich aus 16 Mitgliedern zusammen. Die Gemeinderatswahlen seit 2014 ergaben folgende Stimmenanteile und Sitzverteilungen:
| Partei/Liste            | 2020 | 2020  | 2014  |
| Partei/Liste            | %    | Sitze | Sitze |
| ----------------------- | ---- | ----- | ----- |
| CSU                     | 33,2 | 5     | 5     |
| SPD                     | 30,1 | 5     | 5     |
| Die Freien Wähler       | 21,9 | 4     | 4     |
| Die unabhängigen Wähler | 14,8 | 2     | 2     |

### Bürgermeister
1. Felix Fröhlich SPD seit Mai 2014
2. Klaus Popp FW
3. Erwin Dürr SPD

### Wappen und Flagge
Wappen
| Wappen von Rohr | Blasonierung: „Geviert von Rot und Schwarz, belegt mit zwei schräg gekreuzten goldenen Rohrkolben, in der Mitte überdeckt von einem silbernen Balken.“ |
| Wappen von Rohr | Wappenbegründung: Für Rohr ist seit 1285 ein Ortsadel namens de Ror oder Rorer urkundlich nachweisbar. Das Wappen dieser Familie zeigt einen von Rot und Schwarz gevierten Schild, der mit einem silbernen Balken belegt ist. Dieses Familienwappen bildet die Grundfigur des neuen Gemeindewappens. Als „redendes“ Bild wurden zusätzlich die Rohrkolben in das Wappen aufgenommen. Durch die Farben Silber und Schwarz wird an die einst starke grundherrschaftliche Abhängigkeit von den Markgrafen von Brandenburg-Ansbach in den Gemeinden Rohr und Prünst erinnert. Die Gemeinde Rohr führt seit 1982 ein Wappen. |

Flagge
Die Gemeindeflagge ist rot-weiß-rot.

### Sonstiges
Seit 2014 ist Rohr Teil der 2007 gegründeten Kommunalen Allianz KABS, zu der die politischen Gemeinden Kammerstein, Abenberg, Büchenbach und Spalt gehören.

## Bildung
- Grundschule Regelsbach
- Volkshochschule Rohr
- Evangelischer Kindergarten Rohr

## Kultur und Sehenswürdigkeiten

### Theater
Amateurtheatergruppen der Gemeinde Rohr:
- Theatergruppe Rohr e. V. (seit 1979)
- Theatergruppe Regelsbach

### Baudenkmäler

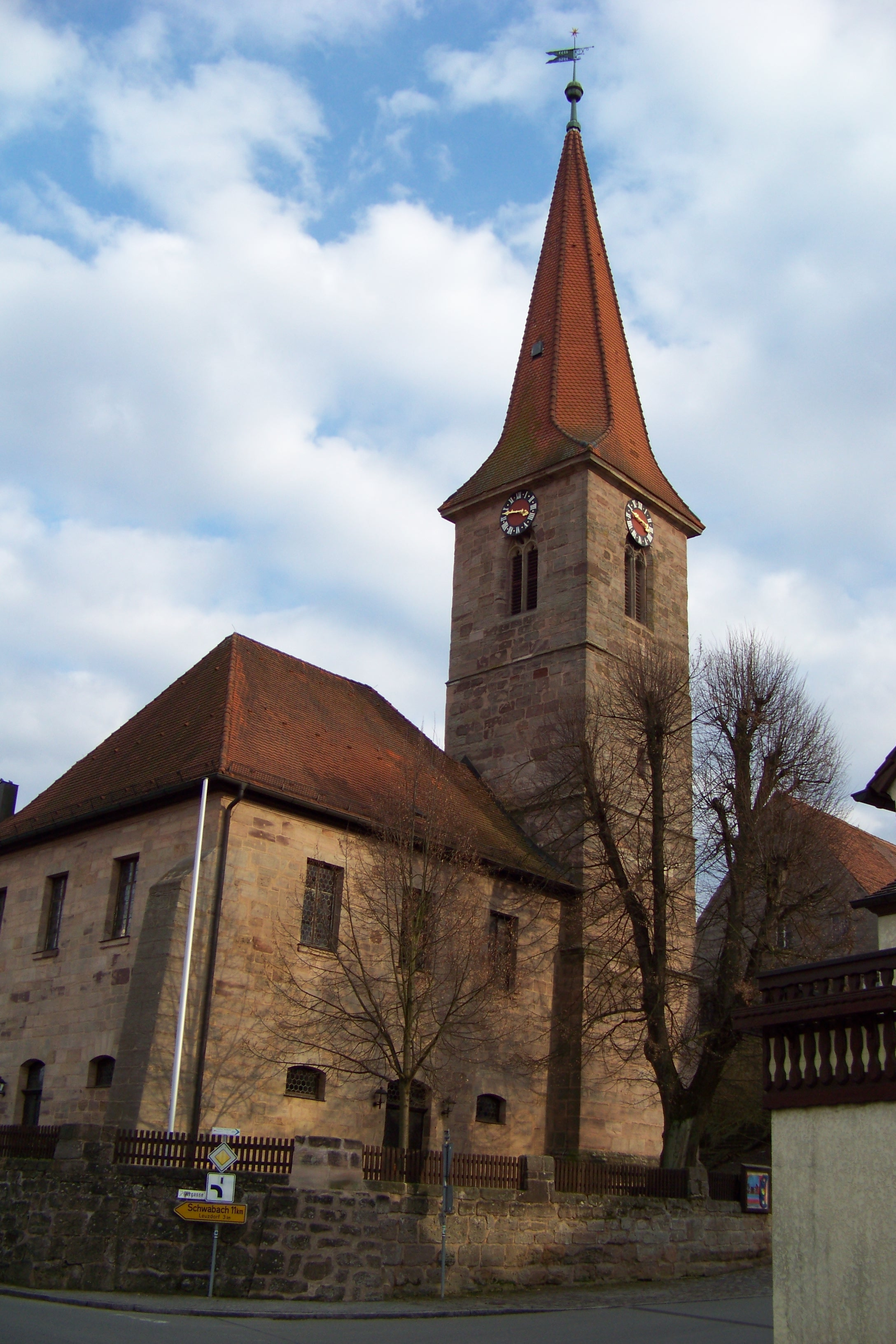
Kirche St. Emmeram

- Evangelisch-lutherische Pfarrkirche St. Emmeram im Gemeindeteil Rohr aus dem Jahre 1493

Im Jahre 1192 weihte Bischof Otto von Eichstätt in Rohr eine Steinkirche, die einen früheren Bau aus Holz ersetzte. Nach dem Dorfbrand von 1639 wurde die Kirche erst nach dem Krieg innerhalb weniger Monate im Jahre 1650 wieder (notdürftig) aufgebaut. Die benötigten Gelder stammten von den verbliebenen Bewohnern der Gemeinde und den umliegenden Amtsstädten. Der Turm und das Glockenhaus wurden erst im Jahre 1655 wieder aufgebaut. Neue Glocken erhielt die Rohrer Kirche am 19. Januar 1667. Als sie am 23. Januar zum ersten Mal erklangen, war Rohr beinahe 28 Jahre ohne Kirche gewesen. Die Form der Kirche ist unverändert erhalten geblieben.
Während das Langhaus der Kirche im barocken Stil errichtet wurde, stammen Chor und Turm aus der Gotik. Es ist anzunehmen, dass das Langhaus dem Feuer zum Opfer gefallen, der Chor jedoch verschont geblieben war. Für den Turm wurde die Kirche St. Johannes Baptist in Eibach als Vorlage verwendet.
Im Inneren dominiert eine weitläufige Emporenanlage an der Ost- und Nordostseite, die 1697 eingebaut wurde. Um diese Zeit wurde die Inneneinrichtung dem Stil der Zeit angepasst. 1696 wurde die Kanzel geschaffen, 1715 kam der Hochaltar hinzu, der vom Ansbacher Hofbildhauer Fischer und dem Maler Johann Roßbach entworfen wurde.
Die letzte größere Renovierung fand im Jahre 1912 statt, als das Niveau des Langhauses angehoben wurde. Die Orgel stammt aus dem Jahr 1989 und ist an den Rokoko-Prospekt aus dem Jahr 1749 angelehnt.
Die Kirche steht auf einer in das Schwabachtal hineinragenden Landzunge und prägt seit Jahrhunderten das Ortsbild von Rohr.
- Evangelische Pfarrkirche St. Georg und Pfarrhaus in Regelsbach

Das Pfarrhaus wurde 1737 erbaut. Es enthält Zimmer mit Stuckdecken und Wappen der Nürnberger Patrizierfamilie Ebner.
Die Wehrkirche St. Georg wurde im Jahr 1295 erbaut; ihr Langhaus stammt aus dem 15. Jahrhundert. Der reiche Rokokostuck wurde 1757 angebracht. Neben der Kirche befindet sich die Friedhofsbefestigung aus dem 15. Jahrhundert mit einer etwa vier Meter hohen Mauer und einem sieben Meter hohen Torturm.
- Evangelische Pfarrkirche St. Bartholomäus in Gustenfelden

Die Kirche St. Bartholomäus wurde 1487 erbaut. Bauliche Veränderungen stammen aus den Jahren 1692 und 1869 (neues Langhaus). Von der spätgotischen Ausstattung ist noch das Sakramentshäuschen (1487) vorhanden. Es wurde 1913 wie der Altar aus dem 18. Jahrhundert von einer späteren Übermalung befreit. Das Altarbild schuf 1869 Friedrich Kaulbach.
- Wehrkirche St. Nikolaus in Kottensdorf

Die Wehrkirche in Kottensdorf wurde um 1400 erbaut. Die Außenfassade zeigt das Wappen des Markgrafen von Brandenburg und die Jahreszahl 1738. Am Altar, der 1521 gefertigt wurde, befindet sich eine Darstellung der Geburt Christi von Johannes Heidelberger aus Nürnberg. Der gleichen Zeit entstammt eine Holzfigur von St. Nikolaus und eine Selbdrittgruppe.
- Zahlreiche Fachwerkhäuser aus dem 17. und 18. Jahrhundert, die Christenmühle westlich von Rohr und die Stubensandsteinhöhle bei Wildenbergen gehören ebenfalls zu den Sehenswürdigkeiten der Gemeinde.

### Sport
- 9-Loch-Golfanlage Nemsdorf
- Turn- und Sportverein Rohr e. V.
- Tennisclub Regelsbach e. V.
- Modellflugclub Rohr e. V.
- Sportschützengesellschaft Rohr e. V.
- SV Großweismannsdorf-Regelsbach e. V.

### Regelmäßige Veranstaltungen
- Kirchweihen
- Kulinarische Künstlermeile
- Weihnachtsmarkt
- Trommelfeuer-Musikerfest Hengdorf

## Wirtschaft und Infrastruktur

### Wirtschaft
Die Gemeinde ist überwiegend ländlich geprägt. Zahlreiche Landwirte haben im Gemeindegebiet ihre Anbauflächen. Besonders der Anbau von Tabak nimmt noch eine wichtige Rolle ein. Einen hohen regionalen Bekanntheitsgrad hat der Apfelanbau in der Umgebung von Gustenfelden. Die Äpfel werden in Hofläden und am Markt in Schwabach angeboten. Das wohl bekannteste aus der Gemeinde Rohr stammende Produkt ist das Rohrer Kochbuch Wos gout is und schmeckt, das von der Kirchengemeinde Rohr herausgegeben wird. Die Sammlung mit handgeschriebenen Rezepten von Frauen aus der Region wurde seit der Erstauflage 1988 bisher über 130.000 mal in Länder auf der ganzen Welt verkauft.

### Verkehr
Die Staatsstraße 2239 führt nach Müncherlbach zur Bundesstraße 14 (3,6 km nordwestlich) bzw. nach Leuzdorf (2,5 km westlich). Die Kreisstraße RH 12/AN 29 verläuft über die Christenmühle nach Göddeldorf (2,6 km westlich). Die Kreisstraße FÜ 23/RH 14 verläuft nach Buchschwabach zur B 14 (2,7 km nördlich). Eine Gemeindeverbindungsstraße verläuft nach Gaulnhofen (1,8 km südlich), eine weitere verläuft nach Weiler (1,9 km nordöstlich).
Durch Rohr verlaufen die regionalen Fernwanderwege Hopfenweg, Rangau-Ostweg und Zollernweg.